# Nazaré (Tocantins)
Nazaré est une municipalité brésilienne située dans l'État du Tocantins.